# Kadipur
Kadipur é uma cidade e uma nagar panchayat no distrito de Sultanpur, no estado indiano de Uttar Pradesh.

## Geografia
Kadipur está localizada a 26° 10′ N, 82° 23′ L. Tem uma altitude média de 90 metros (295 pés).

## Demografia
Segundo o censo de 2001, Kadipur tinha uma população de 6795 habitantes. Os indivíduos do sexo masculino constituem 53% da população e os do sexo feminino 47%. Kadipur tem uma taxa de literacia de 62%, superior à média nacional de 59.5%: a literacia no sexo masculino é de 69% e no sexo feminino é de 55%. Em Kadipur, 16% da população está abaixo dos 6 anos de idade.